# Viel-Arcy
 Viel-Arcy  es una localidad y comuna de Francia, en la región de Picardía, departamento de Aisne, en el distrito de Soissons y cantón de Braine.
Su población en el censo de 1999 era de 151 habitantes.
Está integrada en la Communauté de communes du Val de l'Aisne.

## Demografía
| 191 | 176 | 153 | 140 | 131 | 151 |
| Para los censos de 1962 a 1999 la población legal corresponde a la población sin duplicidades (Fuente: INSEE [Consultar]) |     |     |     |     |     |